# Perry Lopez (Schauspieler)
Perry Lopez (* 22. Juli 1929 in New York City, New York als Julios Caesar Lopez; † 14. Februar 2008 in Beverly Hills, Kalifornien) war ein US-amerikanischer Schauspieler.

## Leben und Karriere
Lopez begann seine Schauspielkarriere beim New Yorker Theater, ehe er im Jahr 1954 seine ersten Filme in Hollywood drehte. Im Jahr 1955 erhielt er einen Studiovertrag bei Warner Brothers und bekam in deren aufwendigem Film Keine Zeit für Heldentum gleich eine nennenswerte Rolle als Matrose. Bei Warner wurde er neben Nebenrollen auch gelegentlich in Hauptrollen wie im B-Movie-Gefängnisdrama The Steel Jungle aus dem Jahr 1956 eingesetzt. Aufgrund seiner puerto-ricanischen Herkunft war er im Hollywood-Kino oft auf ethnische Rollen als Figur beispielsweise spanischer oder mexikanischer Herkunft beschränkt. Einen größeren Filmauftritt hatte Lopez 1962 in dem Abenteuerfilm Taras Bulba, in dem er den Bruder von Yul Brynner und Tony Curtis verkörperte. Doch in den meisten Fällen musste sich Lopez mit Nebenrollen begnügen, etwa neben John Wayne in der Westernkomödie MacLintock (1963) oder an der Seite von Clint Eastwood als Soldat Petuko im Kriegsfilm Stoßtrupp Gold (1970).
Seine vielleicht bekannteste Rolle spielte Lopez 1974 als ermittelnder Polizist Lou Escobar in Roman Polańskis Filmklassiker Chinatown an der Seite von Jack Nicholson und Faye Dunaway. Die Rolle des Escobar spielte er – nunmehr vom Lieutenant zum Captain befördert – auch sechzehn Jahre später nochmals in der Fortsetzung Die Spur führt zurück – The Two Jakes, bei der Jack Nicholson die Regie führte. Auch ansonsten wurde Lopez mit seiner tiefen Stimme und einem oftmals hartgesottenen Auftreten oft in Actionfilmen eingesetzt, etwa in größeren Nebenrollen an der Seite von Charles Bronson in Death Wish IV – Das Weiße im Auge (1987, in der Rolle eines Drogenbarons) und in Kinjite – Tödliches Tabu (1989, als Bronsons Polizeikollege). Bereits ab den 1950er-Jahren trat Lopez auch immer wieder in Fernsehproduktionen auf, darunter Gastrollen in Serienklassikern wie Alfred Hitchcock präsentiert, Bonanza, Raumschiff Enterprise, Kobra, übernehmen Sie, Drei Engel für Charlie und Hart aber herzlich.
Nach einem Auftritt in dem Gangsterfilm Der Zorn der Engel im Jahr 1994 zog sich Lopez aus dem Filmgeschäft zurück. Er starb im Februar 2008 im Alter von 78 Jahren an Lungenkrebs. Lopez war von 1960 bis 1961 mit der Schauspielerin und dem Model Claire Kelly (1934–1998) verheiratet; danach heiratete er nicht wieder. Seine Urne ist im Hollywood Forever Cemetery beigesetzt, auf ihr ist der Ausspruch Veni, vidi, vici eingraviert.

## Filmografie (Auswahl)
Kino (komplett)
- 1954: Kalifornische Sinfonie (Jubilee Trail)
- 1954: Der Schrecken vom Amazonas (Creature from the Black Lagoon)
- 1954: Der einsame Adler (Drum Beat)
- 1955: Urlaub bis zum Wecken (Battle Cry)
- 1955: Keine Zeit für Heldentum (Mister Roberts)
- 1955: Wolkenstürmer (The McConnell Story)
- 1955: Gegen alle Gewalten (I Died a Thousand Times)
- 1955: Blutige Straße (Hell on Frisco Bay)
- 1956: Der weiße Reiter (The Lone Ranger)
- 1956: Stahlharte Männer (The Steel Jungle)
- 1956: Gangsterbrut (The Young Guns)
- 1957: Sturm über Persien (Omar Khayyam)
- 1958: Durchbruch bei Morgenrot (The Deep Six)
- 1958: Violent Road
- 1959: Cry Tough
- 1960: Flammender Stern (Flaming Star)
- 1961: Die Menschenfalle (Man-Trap)
- 1962: Taras Bulba
- 1963: MacLintock (McLintock!)
- 1966: Rancho River (The Rare Breed)
- 1968: Kugeln sind sein Autogramm (Sol Madrid)
- 1968: Die Tollkühnen (Daring Game)
- 1968: Bandolero
- 1969: Che!
- 1970: Stoßtrupp Gold (Kelly’s Heroes)
- 1973: Diamantenlady (Lady Ice)
- 1974: Chinatown
- 1987: Das Weiße im Auge (Death Wish 4: The Crackdown)
- 1989: Kinjite – Tödliches Tabu (Kinjite: Forbidden Subjects)
- 1990: Die Spur führt zurück – The Two Jakes (The Two Jakes)
- 1994: Der Zorn der Engel (Confessions of a Hitman)

Fernsehen (Auswahl)
- 1956: Cavalcade of America (Folge 5x01)
- 1958: Alfred Hitchcock präsentiert (Alfred Hitchcock Presents, Folge 3x27 Vorteil Rückschläger)
- 1958: Suspicion (Folge 1x26)
- 1958: Zorro (4 Folgen)
- 1958: Westlich von Santa Fé (The Rifleman, Folge 1x14)
- 1959: The Rebel (Folge 1x03)
- 1961: Have Gun – Will Travel (Folge 4x28)
- 1961–1964: Wagon Train (Fernsehserie, 3 Folgen)
- 1963: Bonanza (Folge 4x19)
- 1963: Gnadenlose Stadt (Naked City, Folge 4x27)
- 1965: Die Leute von der Shiloh Ranch (The Virginian, Folge 4x06)
- 1965: FBI (The F.B.I., Folge 1x09)
- 1966: Kobra, übernehmen Sie (Mission: Impossible, Folge 1x07)
- 1966: Time Tunnel (The Time Tunnel, 2 Folgen)
- 1966: Raumschiff Enterprise (Star Trek: The Original Series, Folge 1x15 Landeurlaub)
- 1967: Solo für O.N.C.E.L. (The Man from U.N.C.L.E., Folge 4x09)
- 1967: Tarzan (2 Folgen)
- 1967, 1969: Verrückter wilder Westen (The Wild Wild West, 2 Folgen)
- 1968: Die Seaview – In geheimer Mission (Voyage to the Bottom of the Sea, Folge 4x21)
- 1971: Mannix (Folge 5x04)
- 1971: Twen-Police (The Mod Squad, Folge 4x13)
- 1972–1973: Hec Ramsey (Fernsehserie, 4 Folgen)
- 1979: Drei Engel für Charlie (Charlie’s Angels, Folge 3x17 Ein Engel in Gefahr)
- 1983: Ein Colt für alle Fälle (The Fall Guy, Folge 2x18)
- 1983: Hart aber herzlich (Hart to Hart, Folge 4x19)
- 1985: Airwolf (Folge 3x05)